# Ruweng (Gebiet)
Die Ruweng Administrative Area (deutsch Verwaltungsgebiet Ruweng) ist ein Verwaltungsgebiet im Südsudan, das zwischen dem 2. Oktober 2015 und dem 22. Februar 2020 den Namen Ruweng State trug, als es ein Bundesstaat des Südsudan war.

## Geschichte
Am 1. Oktober 2015 erließ Präsident Salva Kiir ein Dekret, mit dem 32 Bundesstaaten anstelle der zehn in der Verfassung verankerten Bundesstaaten eingerichtet wurden. Das Dekret sah vor, dass die neuen Bundesstaaten weitgehend nach ethnischen Gesichtspunkten eingerichtet werden. Mehrere Oppositionsparteien und zivilgesellschaftliche Gruppen fochten die Verfassungsmäßigkeit des Dekrets an. Kiir beschloss später, das Dekret dem Parlament zur Genehmigung als Verfassungsänderung vorzulegen. Im November ermächtigte das südsudanesische Parlament Präsident Kiir zur Schaffung neuer Bundesstaaten, wodurch Ruweng zu einem Staat wurde. 2020 wurde Ruweng in ein Verwaltungsgebiet umgewandelt.

## Geografie
Ruweng liegt im nördlichen Teil des Südsudan und hat seinen Verwaltungssitz in Pariang. Das Gebiet grenzt an den Nachbarstaat Sudan.

## Wirtschaft
Das Gebiet ist ein Zentrum der Erdölförderung im Südsudan.